# Dénomination de Dieu dans le Nouveau Testament
Contrairement à la variété de noms absolus ou personnels de Dieu dans l'Ancien Testament, le Nouveau Testament n'en utilise que deux (Κύριος et Θεὀς), selon l'International Standard Bible Encyclopaedia. Le nom YHWH ou une forme dérivée n'est pas présent dans les manuscrits publiés connus, mais au XXe siècle, « un certain nombre de chercheurs ont trouvé diverses preuves que le nom était écrit dans le Nouveau Testament » dans les premiers manuscrits anciens.
George Howard a avancé en 1977 une hypothèse, qui n'a pas été largement acceptée, selon laquelle les auteurs de langue grecque des documents contenus dans le Nouveau Testament auraient utilisé aussi une certaine forme du Tétragramme hébraïque (יהוה) dans leurs citations de l'Ancien Testament, mais ce nom aurait été rapidement remplacé dans toutes les copies de leurs œuvres, par les deux noms existants. La forme du Tétragramme aurait pu être יהוה (lettres hébraïques) ou 𐤉𐤅𐤄𐤅 (lettres paléo-hébraïques).
Frank Shaw a proposé une autre hypothèse : les auteurs de ces documents auraient utilisé comme nom de Dieu dans leurs citations de l'Ancien Testament le nom Ιαω, qui aurait également disparu des manuscrits existants.
On pourrait mentionner aussi le nom divin en forme abrégé présent en Apocalypse 19:1,3,4,6 dans l'expression "Alleluia", qui signifie "Louez Jah".
Outre les noms de Dieu, le Nouveau Testament attribue à Dieu divers titres, tels que Père, Tout-Puissant, Créateur etc.

## Le nom «Dieu»
Le mot θεὀς (dieu) apparaît 1.315 fois dans le Nouveau Testament,.
Au sens propre, Θεὀς exprime la déité essentielle, mais par accommodation, il est également utilisé pour désigner des dieux païens. Ainsi, le mot n'est pas utilisé dans le Nouveau Testament uniquement comme nom du Dieu unique.
Selon Walter A. Elwell et Robert W. Yarbrough, le terme θεος (Dieu) est utilisé 1.317 fois.
The Bible Translator dit que "lorsqu'il se réfère au Dieu suprême unique... il est fréquemment précédé, mais pas nécessairement, de l'article défini" (Ho Theos).
Le titre de Dieu comme Père de Jésus-Christ se trouve dans Romains 15.6, 2 Corinthiens 1.3, Éphésiens 1.3 et 1 Pierre 1.3. Geoffrey W. Bromiley note dans l'International Standard Bible Encyclopedia que:

« La distinction entre 'mon Père' et 'votre Père' indique que Jésus entretenait une relation différente avec Dieu. Cela est étayé par deux faits exégétiques. Jean semble refléter une solide tradition lorsqu'il cite Jésus en disant : "Je monte vers mon Père et votre Père, vers mon Dieu et votre Dieu" (20,17) »

## Le nom «Seigneur»
Le mot κύριος (seigneur) apparaît 717 fois dans le Nouveau Testament,.
Selon Darrell L. Bock, il est utilisé de trois manières différentes:

« Premièrement, il reflète les usages séculiers comme le "seigneur" ou "propriétaire" d'une vigne (Matt. 21:40, Marc 12:9, Luc 20:13), le maître d'esclaves, ou un dirigeant politique (Actes 25:26). Deuxièmement, il est certainement utilisé de Dieu, très clairement dans les nombreuses citations de l'AT dans le NT, où kyrios représente Yahvé (par exemple, Rom 4:8, Ps 32:2 ; Rom. 9:28-29, Isa. 10:22-23 ; Rom. 10:16, Isa. 53:1). Troisièmement, il est utilisé pour Jésus comme kyrios (Matt. 10:24-25 ; Jean 13:16 ; 15:20 ; Rom 14:4 ; Eph. 6:5, 9 ; Col. 3:22 : 4:1) »

L'expression grecque ἄγγελος Κυρίου (aggelos kuriou - "ange du Seigneur") se trouve dans Matthieu 1:20, 1:24, 2:13, 2:19, 28:2 ; Luc 1:11, 2:9 ; Jean 5:4 ; Actes 5:19, 8:26, 12:7 et 12:23. Les traductions anglaises rendent l'expression soit par "un ange du Seigneur", soit par "l'ange du Seigneur". Les mentions dans Actes 12:11 et Apocalypse 22:6 de "son ange" (l'ange du Seigneur) peuvent également être comprises comme se référant soit à l'ange du Seigneur, soit à un ange du Seigneur.

## Tétragramme (hypothèse de Howard)
Aucun manuscrit existant du Nouveau Testament, pas même un simple fragment, ne contient le Tétragramme sous quelque forme que ce soit. Dans leurs citations de versets de l'Ancien Testament, ils ont toujours κς (κύριος) ou θς (θεός) là où le texte hébreu a YHWH. Le Papyrus 52 est exceptionnel dans le sens que le mot ιησου (genitif de Ἰησοῦς) est écrit en toutes lettres et pas comme un des nomina sacra. George Howard suppose que κς et θς étaient les nomina sacra initiaux et ont été créés par des scribes chrétiens non-juifs qui, en copiant le texte des Septante, "n'ont trouvé aucune raison traditionnelle de préserver le Tétragramme" (qui, dans son hypothèse, se trouvait dans le texte des Septante) et qui ont peut-être considéré les formes contractées κς et θς comme "analogues au nom divin hébreu sans voyelle". Selon Howard lui-même, la présence supposée du Tétragramme qu'il envisage au sein du Nouveau Testament n'a duré que très peu de temps : il en parle comme étant "évincé" déjà "quelque part autour du début du deuxième siècle".
Trois autres suppositions sont à la base de la théorie d'Howard :
1. que les traducteurs des LXX ont conservé le nom divin en hébreu ou en paléo-hébreu dans le texte grec - que c'est du moins ce qu'indiquent des manuscrits de l'époque pré-chrétienne ;
2. que ce sont les chrétiens, et non les juifs, qui ont remplacé ces occurrences du nom par κύριος ; et
3. que la tradition textuelle du NT contient des variantes qui s'expliquent bien dans ce contexte[11].

David Trobisch est d'accord avec Howard pour dire que les autographes peuvent avoir eu une certaine forme du tétragramme : en effet selon lui ce qu'on appelle le Nouveau Testament n'est pas le produit d'un processus de développement séculaire ; c'est un livre entièrement grec publié dès le deuxième siècle de notre ère et destiné par ses éditeurs à être lu dans son ensemble, une publication qui a atteint une large diffusion et a formé la base de tous les manuscrits survivants du Nouveau Testament,.
Lloyd Gaston, en parlant de la théorie d'Howard, selon laquelle les textes de l'Ancien Testament cités dans les manuscrits du Nouveau Testament contenaient à l'origine le tétragramme, ce que fait une différence considérable dans l'interprétation de nombreux textes, l'a appelée "une découverte très importante qui a été étrangement négligée dans les études sur le Nouveau Testament".
Rolf Furuli, qui dans la première édition de son The Role of Theology and Bias in Bible Translation (1999) adoptait une position neutre sur la proposition de Howard, dans la seconde édition (2011) a suggéré que le tétragramme a pu être supprimé des manuscrits grecs, et que les nomina sacra peuvent être non originaux.
John McRay écrit que "toute cette question devient encore plus intrigante lorsque nous considérons la possibilité que les autographes du Nouveau Testament, écrits presque entièrement par des chrétiens juifs... aient pu préserver la coutume juive et conserver le nom divin en caractères araméens dans les citations de l'Ancien Testament." Gérard Mussies a postulé un tétragramme original sous forme de tétrapuncta dans Apocalypse 1:4, en raison, entre autres, du fait que ce verset contient les mots ὁ ὤν,. Wolfgang Feneberg commente dans la revue jésuite Entschluss/Offen (avril 1985) :

« Il [Jésus] ne nous a pas caché le nom de son père YHWH; au contraire, il nous l'a confié. Sinon, on comprendrait mal pourquoi la première requête du Notre Père est: ‘Que ton nom soit sanctifié!’” Feneberg fait remarquer par la suite que, “dans les manuscrits préchrétiens à l’usage des juifs d’expression grecque, le nom de Dieu n’était pas paraphrasé en kurios [Seigneur], mais écrit sous la forme du tétragramme [YHWH] en hébreu [carré] ou archaïque. (...) On trouve des traces de ce nom dans les écrits des Pères de l’Église, mais ceux-ci ne s’y intéressent pas particulièrement. En traduisant ce nom par kurios [Seigneur], les Pères de l’Église cherchent avant tout à attribuer la grandeur du kurios à Jésus Christ »

Pavlos D. Vasileiadis et Nehemia Gordon affirment qu'"il semble improbable que la convention Tetragrammaton-to-κυριος - comme une sorte de Septuagintalisme - ait existé au moment de la rédaction des textes du Nouveau Testament. Les copies les plus anciennes du Nouveau Testament utilisent la nomina sacra, une convention scribale pour rendre des termes comme Dieu et Seigneur, qui s'est développée rapidement et largement avec l'augmentation rapide de la copie de la Bible chrétienne. Mais il devient évident, d'après le développement parallèle de la tradition en vieux grec/Septante, que cette pratique n'apparaît pour la première fois qu'au deuxième siècle de notre ère et sans suivre un modèle strictement uniforme".

### Ιαω (hypothèse de Shaw)
Frank Shaw a mis en avant, comme il l'a écrit lui-même, "une modification de la thèse de George Howard selon laquelle les tétragrammes étaient présents dans certains autographes du Nouveau Testament", à savoir "la notion que certains livres du Nouveau Testament peuvent avoir eu des occurrences originales de Ιαω et que de telles variantes [comme celles entre deum et dominum dans Jacques 3:9] sont les vestiges de copistes proto-orthodoxes remplaçant Ιαω par des substituts standard trouvés dans le judaïsme".
Pavlos D. Vasileiadis : "Il existe des preuves irréfutables, à la fois explicites et implicites, que certaines copies de la Bible grecque - comme celles lues par des chrétiens tels qu'Irénée de Lyon, Origène, Eusèbe de Césarée, Tertullien, Jérôme de Stridon et Ps-Jean Chrysostome - employaient l'usage de Ιαω pour le Tétragramme. Si cette conclusion est valable, cela impliquerait que, pendant quelques siècles, Ιαω était présent de manière prédominante dans les copies de la Bible lues par les communautés chrétiennes dispersées, à côté des Tétragrammata hébraïques et du dispositif scribal de plus en plus dominant de la nomina sacra. Par conséquent, une conséquence possible est que Ιαω (ou, moins possible, un terme grec similaire) pourrait bien être apparu dans les copies originales du NT."

### Variantes de Dieu et Seigneur
Il y a un écart entre l'écriture originale (l'autographe) de chacun des divers documents qui ont ensuite été incorporés dans le Nouveau Testament et les copies manuscrites les plus anciennes qui subsistent de la forme du Nouveau Testament de ces documents,. Philip Comfort dit : "L'écart de temps entre l'autographe et les copies existantes est assez proche - pas plus de cent ans pour la plupart des livres du Nouveau Testament. Nous sommes donc en bonne position pour récupérer la plupart des textes originaux du Nouveau Testament grec. Les érudits supposent la fiabilité générale des textes des auteurs anciens attestés par un nombre extrêmement réduit de manuscrits écrits peut-être mille ans après leur mort : le Nouveau Testament est beaucoup mieux attesté, tant par la quantité que par l'ancienneté des manuscrits. D'autre part, Helmut Koester affirme que les papyrus découverts ne nous disent rien de l'histoire d'un texte dans les 100 à 150 ans qui séparent la rédaction de l'autographe original et la canonisation de sa forme dans le Nouveau Testament. Conformément à l'opinion commune, Koester situe la canonisation du Nouveau Testament à la fin du deuxième siècle David Trobisch propose un intervalle plus court, en affirmant qu'une collection spécifique d'écrits chrétiens très proches du canon moderne du Nouveau Testament a été éditée et publiée avant 180, probablement par Polycarpe de Smyrne (69-155).
Howard signale des variations dans les manuscrits grecs du Nouveau Testament entre κς et θς, parmi les apparitions de ces deux nomina sacra.
| Variantes de Dieu et Seigneur | Variantes de Dieu et Seigneur                                                               | Variantes de Dieu et Seigneur                          |
| ----------------------------- | ------------------------------------------------------------------------------------------- | ------------------------------------------------------ |
| Vers du NT                    | Dieu                                                                                        | Seigneur                                               |
| Actes des Apôtres 8:22        | Manuscrits grecs                                                                            | Vg, Syp                                                |
| Actes des Apôtres 8:24        | א, A, B                                                                                     | D, Vg, Sy                                              |
| Actes des Apôtres 8:25        | א, B, C, D                                                                                  | {\displaystyle {\mathfrak {P}}}74, A, Sy               |
| Actes des Apôtres 10:33       | {\displaystyle {\mathfrak {P}}}45, א, A, B, C                                               | {\displaystyle {\mathfrak {P}}}74, D, Sy               |
| Actes des Apôtres 12:24       | B                                                                                           | {\displaystyle {\mathfrak {P}}}74, א, A, D, Sy         |
| Actes des Apôtres 13:44       | {\displaystyle {\mathfrak {P}}}74, א, A, B                                                  | B, C, Sy                                               |
| Actes des Apôtres 14:48       | {\displaystyle {\mathfrak {P}}}45, {\displaystyle {\mathfrak {P}}}74, א, A, C               | B, D                                                   |
| Actes des Apôtres 15:35       | Manuscrits grecs                                                                            | Syp                                                    |
| Actes des Apôtres 15:36       | Manuscrits grecs                                                                            | Syp                                                    |
| Actes des Apôtres 15:40       | Manuscrits grecs                                                                            | Vgc, Vgs, Syp                                          |
| Actes des Apôtres 16:15       | א, A, B, Manuscrits grecs                                                                   | D                                                      |
| Actes des Apôtres 16:32       | {\displaystyle {\mathfrak {P}}}45, {\displaystyle {\mathfrak {P}}}74, אc (Correcteur), A, C | א, B                                                   |
| Actes des Apôtres 19:20       | Manuscrits grecs                                                                            | Vg, Syp                                                |
| Romains 14:4                  | {\displaystyle {\mathfrak {P}}}46, א, A, B, C, Manuscrits grecs                             | D, Vg, Syh                                             |
| 1 Corinthiens 7:17            | {\displaystyle {\mathfrak {P}}}46, א, A, B, C, Manuscrits grecs                             | TR, Syh                                                |
| 1 Corinthiens 10:9            | א, B, C, 33                                                                                 | A, 81                                                  |
| 2 Corinthiens 8:21            | א, B                                                                                        | {\displaystyle {\mathfrak {P}}}46, Vg, Syp             |
| Éphésiens 5:17                | א, D, Manuscrits grecs                                                                      | A, Vgc, Syp                                            |
| Colossiens 1:10               | א, A, B, Manuscrits grecs                                                                   | Vg                                                     |
| Colossiens 3:13               | {\displaystyle {\mathfrak {P}}}46, A, B, D                                                  | א                                                      |
| Colossiens 3:16               | א                                                                                           | A, C                                                   |
| Colossiens 3:22               | א, A, B, C, D, Manuscrits grecs                                                             | {\displaystyle {\mathfrak {P}}}46, אc, Dc (Correcteur) |
| 1 Thessaloniciens 1:8         | אc, B, Manuscrits grecs                                                                     | א                                                      |
| 2 Thessaloniciens 2:13        | א, A, B, Manuscrits grecs                                                                   | D, Vg                                                  |
| Jacques 1:12                  | C, Manuscrits grecs                                                                         | It, Vg, Syp                                            |
| Jacques 3:9                   | א, A, B, C, Manuscrits grecs                                                                | Vgc, Syh                                               |
| 1 Pierre 1:25                 | א, A, B, Manuscrits grecs                                                                   | Syp                                                    |
| 2 Pierre 3:12                 | C, Vgc                                                                                      | א, A, B, Vg, Syh                                       |
| Jude 5                        | א                                                                                           | Cc                                                     |
| Jude 9                        | A, B, Manuscrits grecs                                                                      | א                                                      |
| Apocalypse 18:8               | אc, C, Syh.                                                                                 | A                                                      |

En réponse à un correspondant qui affirmait que Howard "citait le grand nombre de variantes impliquant theos et kurios comme preuve de l'originalité du nom divin dans le Nouveau Testament lui-même", Larry Hurtado a répondu : "Eh bien, peut-être que oui. Mais sa théorie ne prend pas suffisamment en compte toutes les données, y compris celle selon laquelle 'kyrios' était utilisé comme un/le substitut vocal de YHWH chez les Juifs de langue grecque. Il n'y a aucune indication que l'hébreu YHWH soit jamais apparu dans un texte du NT." Puis D. Fontaine objecte que : "Même si kyrios était utilisé oralement par les Juifs hellénophones (ce qui est très loin d'être acquis, voir Shaw 2002), la pratique écrite pourrait être différente" et il ajoute que "ce qui est ennuyeux, c'est que Pietersma soutient une thèse qui non seulement n'a aucune preuve textuelle, mais qui est surtout infirmée par les preuves textuelles". Pavlos D. Vasileiadis donne une réponse que L. Hurtado appelle sa "(dernière ?) réitération": "Il est difficile de croire que plus de quatre siècles de manuscrits existant aujourd'hui n'auraient pas inclus ne serait-ce qu'une trace de l'utilisation de "Kyrios" dans les copies de la Bible grecque/LXX [...] Autrement dit, si la pratique rabbinique consistant à utiliser (ou mieux, à écrire) "Kyrios" (comme rendu du Tétragramme) dans le texte de la Bible du judaïsme de langue grecque était la pratique dominante pré-chrétienne, nous devrions en avoir au moins un échantillon. Mais ce n'est pas le cas jusqu'à aujourd'hui. Ainsi, malgré la tentative de convaincre le public de la justesse de la proposition de Pietersma et de renverser le "consensus scientifique" et "l'hypothèse dominante" "que les traducteurs originaux de la LXX n'ont jamais rendu le nom divin avec Kyrios, mais ont gardé le tétragramme en caractères hébreux ou paléo-hébreux, ou qu'ils ont utilisé la transcription IAO" (Rösel 2007:416), je pense que la proposition de Pietersma n'est pas convaincante. Les preuves tangibles (manuscrits) ne soutiennent pas cette théorie bien construite. En outre, il semble que de plus en plus de chercheurs admettent que la " pratique juive consistant à ne jamais prononcer le nom tel qu'il est écrit " n'était pas aussi répandue qu'on l'a cru jusqu'à récemment. Il est probable qu'en dépit du fait que l'intelligentsia du Temple/des prêtres pouvait s'abstenir ou même interdire de prononcer le Tétragramme, la connaissance de la prononciation correcte du nom de Dieu (telle qu'elle était entendue au moins par le grand prêtre jusqu'en 70 de notre ère) et respectivement sa prononciation était une pratique courante jusqu'au Ier siècle de notre ère au moins. L'usage très répandu de la forme IAO va dans le sens de cette opinion.
P. D. Vasileiadis affirme que "la raison la plus évidente de la large répétition de la position de Pietersma est exactement parce qu'elle fournit une solution facile qui soutient la thèse traditionnelle soutenue depuis des siècles selon laquelle l'originalité du κύριος a rendu le Tétragramme dans le NT grec original. Cependant, comme l'a fait valoir G. Howard, ce scénario n'explique pas de manière satisfaisante les implications christologiques ultérieures des variantes textuelles du NT et les longues et sanglantes disputes théologiques provoquées. [...] Pietersma a essayé de faire revivre le cœur de la thèse de Baudissin, c'est-à-dire que "les LXX avaient rendu le nom divin par kurios dès le début" mais "aujourd'hui, cependant, le point de vue de Baudissin est généralement écarté." [...] En ce qui concerne la séquence d'apparition de Ιαω, M. Rösel conclut : "Je spéculerais que la lecture étrange de ΙΑΩ est un remplacement secondaire qui provient d'une communauté (en Égypte ?) qui prononçait encore le nom de Dieu de cette manière." [...] Mais la question reste posée : S'il existait une "communauté en Égypte qui prononçait encore le nom de Dieu" au cours du premier siècle avant notre ère et du premier siècle de notre ère, pourquoi une telle communauté n'aurait-elle pas existé deux siècles plus tôt, au moment de la rédaction de la Torah LXX?.
Robert F. Shedinger considère qu'il est "au moins possible" que la théorie de Howard puisse trouver un appui dans l'utilisation régulière dans le Diatessaron (qui, selon Ulrich B. Schmid "est antérieur à pratiquement tous les MSS du NT") de "Dieu" à la place de "Seigneur" dans le Nouveau Testament et l'Ancien Testament Peshitto, mais il souligne que "la thèse de Howard est plutôt spéculative et les preuves textuelles qu'il cite du Nouveau Testament à l'appui sont loin d'être écrasantes."

### Forme originale dans la Septante
Howard fonde son hypothèse sur la proposition que la Septante, la version de l'Ancien Testament en grec dans laquelle les auteurs du Nouveau Testament du premier siècle de notre ère ont puisé leurs citations de l'Ancien Testament, ne contenait pas à l'époque le terme κύριος que l'on retrouve dans les manuscrits existants du texte intégral de la Septante, qui sont tous de date postérieure, mais comportaient toujours le tétragramme lui-même, écrit en lettres hébraïques (יהוה) ou en caractères paléo-hébreux (𐤉𐤄𐤅𐤄) à la place de ce terme grec. Les plus anciens manuscrits fragmentaires qui contiennent des parties de la Septante ont le nom YHWH ou une forme apparentée:
- Le 4Q120 du Ier siècle avant notre ère, qui contient un texte du Lévitique, utilise ιαω là où le texte masorétique utilise le Tétragramme ;
- Le papyrus Fouad 266b du Ier siècle avant notre ère avec un texte du Deutéronome utilise יהוה quarante-neuf fois et trois autres fois dans des fragments dont le texte n'a pas été identifié ;
- Le 8HevXII gr du Ier siècle de notre ère avec le texte des Prophètes mineurs dans une révision de la Septante utilise 𐤉𐤄𐤅𐤄 vingt-huit fois
- Le Papyrus Oxyrhynque 3522 du Ier siècle avant notre ère avec Job 42.11-12 utilise deux fois 𐤉𐤄𐤅𐤄 ;
- Le Papyrus Oxyrhynque 5101, datant du Ier siècle de notre ère et contenant un texte de Psaumes, utilise trois fois 𐤉𐤄𐤅𐤄.

L'affirmation d'Howard que « nous pouvons maintenant dire avec une certitude presque absolue que le nom divin, יהוה, n'a pas été traduit par κύριος dans la Bible préchrétienne" est contestée par des savants comme Albert Pietersma, qui dit que le Pentateuque de la Septante contenait à l'origine κύριος, et que l'insertion hébraïque du tétragramme dans certains exemplaires peut être considérée comme "une intrusion secondaire et étrangère dans la tradition LXX".
Raija Sollamo juge que « Pietersma a réfuté les arguments avancés en 1977 par George Howard dans son article 'Tetragram and the New Testament' ». En contrepartie, Troxel considère que les arguments de Pietersma ont été réfutés de manière convaincante par Shaw, qui « signale sans ambages qu’au regard des hypothèses sur la présence originale [dans la Septante] du nom divin (Ιαω, le tétragramme, d’autres formes) ou κύριος il suspend son jugement – principalement en raison des difficultés de chacune des positions et de l'insuffisance, voire l'incohérence, des sources actuellement disponible ».
D'accord avec Pietersma, John William Wevers dit que l'emploi dans certains manuscrits grecs anciens de YHWH en hébreu (ainsi que d'autres dispositifs, par exemple, ΙΑΩ, ΠΙΠΙ) représente « une révision dans la transmission textuelle de la traduction grecque des écritures hébraïques». Lincoln H. Blumell aussi soutient que la présence du tétragramme dans des manuscrits de la Septante est dû à une tendance des copistes juifs « à substituer le tétragramme hébreu (YHWH) à κύριος ».
En 2015, presque 30 ans après la publication de l'hypothèse d'Howard, Robert J. Wilkinson observe : « Il est maintenant de plus en plus admis que l'utilisation du tétragramme hébreu dans les manuscrits bibliques grecs juifs est une étape secondaire archaïsante et hébraïsante dans la transmission des textes bibliques grecs ». Et Lloyd Gaston a dit que la théorie d'Howard, selon laquelle les textes de l'Ancien Testament cités dans les manuscrits du Nouveau Testament contenaient à l'origine le tétragramme, « a été étrangement négligée dans les études sur le Nouveau Testament ».
Martin Rösel soutient que des observations exégétiques dans le texte grec de la Torah rendent clair que les traducteurs de la Septante, influencés par des considérations théologiques, choisirent Seigneur (kyrios) comme représentation appropriée du tétragramme ; le remplacement par le tétragramme dans certains manuscrits grecs n'est pas original. Dans certains contextes, pour éviter de donner l'impression d'injustice ou de dureté de la part de Κύριος, ils représentent le Tétragramme par θεός. Ainsi, le contexte immédiat explique l'utilisation de θεός pour éviter la traduction par défaut comme κύριος. Il est difficilement concevable que des scribes postérieurs aient changé un tetragrammaton hébreu ou un ΙΑΩ grec en une forme de ὁ θεός. La présence de κύριος dans les livres deutérocanoniques non traduits de l'hébreu mais composés (comme le Nouveau Testament) en grec et dans les œuvres de Philon d'Alexandrie montre que l'utilisation de κύριος comme représentation de יהוה doit être d'origine pré-chrétienne, utilisation pas universelle, comme démontre le remplacement postérieur du κύριος d'origine par le Tétragramme hébreu.
Comme base de sa théorie, Howard dit que la version de l'Ancien Testament en grec dans laquelle les auteurs du Nouveau Testament du premier siècle de notre ère ont puisé leurs citations de l'Ancien Testament, ne contenait pas à l'époque le terme κύριος. Dominique Gonnet dit : « il existe en fait plusieurs formes textuelles de la [Septante] : l'ancienne LXX, la LXX réalignée sur l'hébreu avant l'ère chrétienne et au début de cette-ci [...] il existe aussi des révisions juives de la LXX entreprises au changement d'ère [...] Les auteurs du Nouveau Testament citent souvent l'ancienne LXX, mais parfois ils utilisent une LXX qui a évolué à partir de l'ancienne LXX. Ils citent même des révisions juives ». Albert Pietersma déclare : « La théorie de Howard, si elle est correcte, l pourrait produire des résultats intéressants pour les étudiants du début du christianisme, mais comme nous le verrons plus loin, le fondement sur lequel elle a été construite, à savoir les anciennes LXX, ne la soutiendra pas, bien que l'on puisse peut-être encore débattre de la question de savoir si les copies palestiniennes avec lesquelles les auteurs du NT étaient familiers lisaient une certaine forme de tétragramme ». Le non-universitaire Didier Mickaël Fontaine parle du problème de la dictée chez les auteurs du NT, Paul, par exemple: dictait-il à partir du texte des LXX : « il ressort clairement de 1QIsaa (-II) que ce type de procédé n'est pas inconnu - et surtout qu'il n'empêche pas le tétragramme d'apparaître ! Par exemple, en Is. 3.17 אדני est mis pour יהוה, et dans le même verset, יהוה est mis pour אדני. Cela prouve qu'un amanuensis a très bien pu entendre le qeré « Seigneur » et décider, en fonction du contexte, s'il devait écrire אדני ou יהוה . Dans le cas d'un amanuensis chrétien, rien n'interdit de penser à un processus identique : en entendant le qeré κύριος, « Seigneur » le scribe aurait pu décider en fonction du contexte d'écrire ou non le tétragramme. Au demeurant, cela pourrait expliquer les variantes que Howard met en évidence... Par ailleurs, l'hypothèse d'une recension hébraïsante ne serait pas un obstacle à ce scénario : les auteurs chrétiens étaient tout à fait capables de se tourner vers ce type de manuscrits « plus exacts », et nous savons qu'ils existaient à leur époque ».
Les auteurs des écrits compilés et, selon David Trobisch, édités au IIe siècle n'étaient pas limités dans leurs citations à ce qui aurait pu être la Septante originale. Emanuel Tov a affirmé : « Dans certains livres du Nouveau Testament et dans la littérature chrétienne primitive, les révisions hébraïsantes de l'OG sont souvent citées plutôt que la version OG elle-même, ce qui reflète le début du déclin de la LXX (l'OG) dans le judaïsme». Selon Tuukka Kauhanen, les auteurs du Nouveau Testament pouvaient connaître un texte de la Septante de type kaige». Wm Randolph Bynum interprète le fait que la citation de Zacharie 12:10 dans Jean 19:37 démontre de nombreuses similitudes avec le texte masorétique et démontre de nombreuses similitudes avec le texte masorétique et encore plus avec le manuscrit 8HevXIIgr comme indication que l'auteur du quatrième l'évangile était un juif palestinien perspicace, soucieux de la fidélité au texte massorétique alors en voie de formation et de l'exactitude de la Septante. Tov écrit également, en citant D. A. Koch, que Paul dans ses lettres fait parfois référence à des recensions de la Septante vers la conformité avec un texte proto-masorétique
Ernst Wurthwein et Alexander Achilles Fischer trouvent peu convaincant l'idée que le Tétragramme était original dans la Septante, et que parmi les milliers d'exemplaires qui ont maintenant péri, il n'y en avait aucun avec κύριος. Ils déclarent : « Il faut que la traduction typique LXX du Tétragramme comme κύριος remonte à l'ère préchrétienne, bien qu'il n'y en a aucune preuve dans les manuscrits les plus anciens.
Mª Vª Spottorno y Díaz Caro écrit qu'on ne peut pas exclure la possibilité que l'expression "Seigneur" (κύριος en grec, מרא en araméen) ait été déjà utilisée comme nom de Dieu par les Juifs à peu près au moment de la création de la Septante. Son étude est centrée sur le Papyrus 967 de la fin du IIe siècle ou du début du IIIe siècle de notre ère, le plus ancien manuscrit existant du texte de la Septante d'Ézéchiel 12–48, contenant également Daniel et Esther dans un texte antérieur à l'Hexapla d'Origène, peut-être même du premier siècle. Elle pense que l'utilisation de la forme de nomen sacrum de κύριος (318 fois) ne signifie pas nécessairement que c'était l'œuvre d'un scribe chrétien. Elle répète la demande de J.A. Fitzmyer : Si l'on peut éventuellement attribuer à l'influence du Nouveau Testament l'utilisation de κύριος pour יהוה dans les copies chrétiennes de la Septante, d'où le Nouveau Testament lui-même tire-t-il l'usage ? Elle suggère que cela provenait de l'utilisation de κύριος pour יהוה par les Juifs palestiniens de langue grecque, et elle cite l'affirmation d'Howard selon laquelle depuis au moins le troisième siècle avant notre ère, אדני était utilisé dans le discours pour יהוה, comme le suggèrent également les manuscrits de Qumrân de Ben Sira et du Psaume 151 et l'utilisation par Philon d'Alexandrie de κύριος pour יהוה dans ses citations de l'Ancien Testament. Elle accepte que les preuves proviennent de manuscrits de l'ère chrétienne et ne sont donc pas concluantes, mais elle considère douteuse toute explication qui attribuerait à l'influence chrétienne au 1er ou 2e siècle la prononciation de יהוה comme κύριος par les juifs hellénistiques.
En 1957, Patrick W. Skehan, qui fut le premier à découvrir un manuscrit de la Septante portant le nom ΙΑΩ (le manuscrit 4Q120), a proposé quatre étapes chronologiques de l'écriture du nom de Dieu dans la Septante grecque, au moins dans certains livres bibliques : 1. Ιαω ; 2. יהוה dans l'écriture araméenne normale ; 3. 𐤉𐤅𐤄𐤅 en écriture paléo-hébraïque ; et enfin 4. κύριος.
En 1980, il avait modifié son point de vue en excluant explicitement les livres prophétiques, dont – a-t-il dit – « une grande partie vient à portée de main avec son premier stade atteignable montrant des penchants vers Κύριος ὁ θεός comme équivalent pour אדני יהוה, conformément au qěrē  palestinien. Et en outre dans les manuscrits les plus anciens accessibles le terme Kyrios est employé dans les livres prophétiques à la fois pour יהוה et אדני, conformement à l'usage du mot Adonay dans le discours pour représenter ou l'un ou l'autre séparément [...] Cela n'a pas pu arriver exclusivement à cause de l'activité de scribes chrétiens ».
Emanuel Tov déclare : « L'écriture du Tétragramme en caractères hébreux dans les textes révisés en grec est un phénomène relativement tardif. Sur la base des preuves disponibles, l'analyse de la représentation originale du Tétragramme dans les Écritures grecques se concentre donc sur la question si les premiers traducteurs ont écrit κύριος ou ont écrit Ιαω ». Tov écrit : 4QpapLXXLevb "représente une version précoce de l'Écriture grecque, comme le montrent plusieurs rendus inhabituels, notamment la translittération du Tétragramme en Ιαω, au lieu de sa traduction en κύριος dans les manuscrits chrétiens ultérieurs de la Septante. 4QpapLXXLevb reflète probablement une version antérieure au texte de la principale tradition manuscrite de la LXX".
Sean M. McDonough déclare invraisemblable l'idée, sur laquelle est basée l'hypothèse d'Howard, que κύριος n'est jamais apparu dans la Septante avant le début de l'ère chrétien. Selon lui, cette idée est contredite de manière convaincante par le témoignage à la fois de Philon d'Alexandrie (vers 20 av. J.-C. - vers 45 apr. J.-C.) et du Nouveau Testament lui-même. L'attribution par Howard aux copistes chrétiens l'utilisation cohérente de κύριος comme désignation de Dieu dans les écrits de Philon est contredite par les déclarations fréquentes de Philon sur l'interprétation et même l'étymologie du mot κύριος. Quant au Nouveau Testament, même ses premiers fragments manuscrits n'ont aucune trace de l'utilisation du Tétragramme que Howard émet comme hypothèse et qui dans certains passages de Paul serait même agrammatical. Alors que certains manuscrits de la Septante ont des formes du Tétragramme, et tandis que certains soutiennent que κύριος n'était pas dans la Septante originale, il est certain que, lorsque le Nouveau Testament a été écrit, certains manuscrits avaient κύριος.
David B. Capes cite l'argument d'Howard basé sur le fait que le texte de Philon, tel qu'il existe actuellement, a été transmis par des érudits chrétiens, mais il suit James R. Royse en concluant que Philon, tout en utilisant des manuscrits contenant le tétragramme, les cite tels qu'ils ont été prononcés dans la synagogue et il en conclut que « Philo, et non les copistes chrétiens, est probablement responsable de la présence de kyrios dans ses citations et expositions bibliques».

### Confusion entre le Seigneur Dieu et le Seigneur Christ?
George Howard, qui déclare : « Il existe des preuves que le Tétragramme, le nom divin Yahvé, apparaissait dans certaines ou toutes les citations de l'AT dans le NT lorsque les documents du NT ont été rédigés, estime que la « suppression du tétragramme du Nouveau Testament et son remplacement par les substituts κυριος et θεος ont brouillé la distinction originale entre le Seigneur Dieu et le Seigneur Christ.
Robert J. Wilkinson dit que Didier Mickaël Fontaine, dans son livre Le nom divin dans le nouveau testament, basé sur l'œuvre de Gérard Gertoux, "prend au sérieux" cette supposée confusion, l'associe aux convictions néoplatoniciennes que Dieu ne peut avoir de nom et au développement d'une christologie trinitaire, et énumère les passages où il considère que le Tétragramme devrait être "restauré" et les variantes textuelles qu'il attribue à la suppression du Tétragramme. Selon Fontaine et Gertoux, le nom divin a été éclipsé comme résultat de la disparition des auteurs bibliques (et de leurs autographes) et de la destruction du judéo-christianisme lors des révoltes juives du IIe siècle. Wilkinson commente qu'on ne peut pas prétendre que le Tétragramme si trouvait dans tous les manuscrits juifs de la Septante ; que tous les textes transcrits à partir d'un exemplaire avec Tétragramme ne le conservaient pas forcément dans la même forme, comme le montrent les écrits de Philon ; que les écrits inclus dans le Nouveau Testament étaient destinés à être lus à haute voix dans les premières communautés chrétiennes, dont les membres juifs difficilement accepteraient l'énonciation du nom divin, et les membres non juifs probablement ne sauraient prononcer que Ἰαὼ e κύριος, non un nom en hébreu .

## Titres descriptifs de Dieu

### Père
Le Nouveau Testament parle de Dieu à plusieurs reprises comme Père de Jésus, comme Père des chrétiens (1 Jn 3,1), comme Père de tous (Ep 4,6). Ce n'est pas une nouvelle doctrine, car l'Ancien Testament et le judaïsme connaissaient Dieu comme Père (par exemple, Is 63,16).
Robert Kysar rapporte que Dieu est désigné comme Père 64 fois dans les trois premiers évangiles et 120 fois dans le quatrième.

### Abba
Dans le Nouveau Testament, Jésus s'adresse à Dieu comme Abba, mode d'adresse familial qu'indique "père", (Marc 14,36). Jésus invite ceux qui ont répondu par la foi à son message du salut de Dieu à appeler Dieu "Abba" avec lui. Parce que Jésus a d'abord fait la réponse et permet aux autres de faire la même réponse, eux aussi peuvent appeler Dieu "Abba" (Rom 8,15 ; Gal 4,6).

### Autres
- Tout-Puissant (Apocalypse 1,8)
- Très-Haut (Actes 7,48),
- Créateur (Romains 1,20 ; 2 Pierre 1,4)
- Majesté en haut (Hébreux 1:3)[59].